# Stevie at the Beach
Stevie at the Beach is het vijfde studioalbum van Stevie Wonder. Het werd uitgebracht op 23 juni 1964. Op het album staat de kleine hit "Hey Harmonica Man".

## Composities
| Nr. | Titel                              | Schrijver(s)                                       | Duur |
| --- | ---------------------------------- | -------------------------------------------------- | ---- |
| 1.  | Castles in the Sand                | Hal Davis, Marc Gordon, Mary O'Brien, Frank Wilson | 2:14 |
| 2.  | Ebb Tide                           | Robert Maxwell, Carl Sigman                        | 1:47 |
| 3.  | Sad Boy                            | Dorsey Burnette, Gerald Nelson                     | 2:30 |
| 4.  | Red Sails in the Sunset            | Wilhelm Grosz, Hugh Williams                       | 2:03 |
| 5.  | The Beachcomber                    |                                                    | 1:49 |
| 6.  | Castles in the Sand (Instrumental) | Davis, Gordon, O'Brien, Wilson                     | 1:54 |

| 1.                 | Happy Street                 | Ben Peters                         | 2:21 |
| 2.                 | The Party at the Beach House | George Everette Hemric, Jule Styne | 2:05 |
| 3.                 | Hey Harmonica Man            | Marty Cooper, Lou Josie            | 2:40 |
| 4.                 | Beach Stomp                  | Davis, Wilson                      | 2:39 |
| 5.                 | Beyond the Sea               | Charles Trenet, Jack Lawrence      | 2:48 |
| Totale duur: 24:50 |                              |                                    |      |